# Leonard Chess

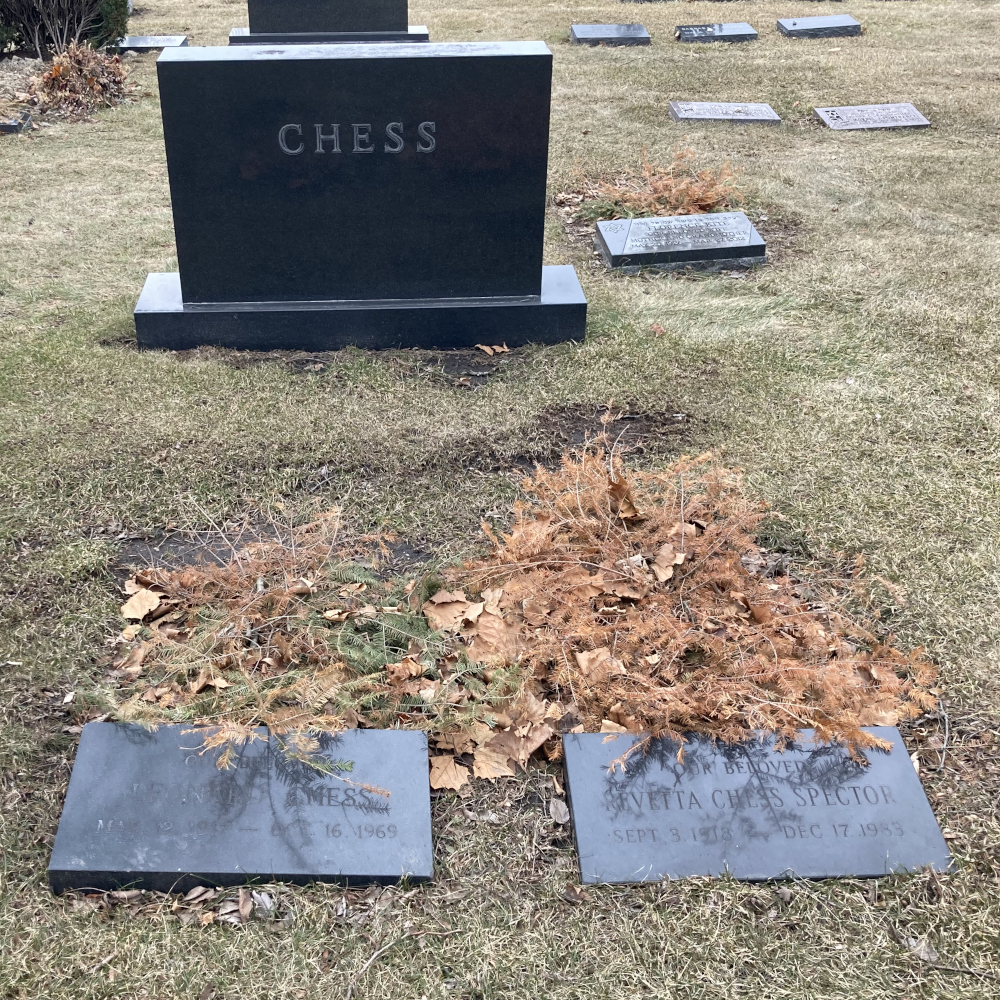
Grób Leonarda Chessa, data śmierci: 16 paź 1969

Leonard Chess, wł. Lejzor Czyż (ur. 12 marca 1917 r. w Motolu, zm. 16 października 1969 r.) – amerykański przedsiębiorca polsko-żydowskiego pochodzenia, współwłaściciel wytwórni Chess Records.

## Życiorys
Urodzony 12 marca 1917 r. w Motolu na Polesiu. W pierwszych latach życia przeniósł się z rodziną do Częstochowy, gdzie w 1921 r. urodził się jego brat Fiszel. Przyczyna przeprowadzki rodziny Czyżów do tego miasta jest nieznana, mogła nią być jednak wojna polsko-bolszewicka. Ojciec Czyżów Józef był stolarzem, jednak nie znalazł w Częstochowie stabilnego zatrudnienia i dość szybko wyemigrował do Stanów Zjednoczonych, a w 1928 r. sprowadził do siebie żonę i synów.
Rodzina zamieszkała w Chicago, gdzie Józef Czyż został właścicielem małego złomowiska. Jego synowie dość szybko zasymilowali się z amerykańskim społeczeństwem i zmienili imiona i nazwiska na anglojęzyczne. Żaden z synów nie przejął rodzinnego interesu, bowiem Leonard Chess zajął się skupowaniem sklepów monopolowych, przerabiając część z nich na nocne kluby. Po powrocie brata z wojska po II wojnie światowej obaj bracia zajęli się tą działalnością wspólnie.
Obaj bracia byli zainteresowani muzyką, w związku z tym Leonard zainwestował w firmę płytową Aristocrat Records, a kiedy w 1950 r. do spółki wszedł Phil nazwę firmy zmieniono na Chess Records. Wytwórnia stała się wkrótce najbardziej dochodowym wydawnictwem bluesowym w USA, a Leonard regularnie podróżował w poszukiwaniu nowych talentów. W tym czasie współpracował z wydawnictwem m.in. Sam Philips, późniejszy odkrywca Elvisa Presleya, dzięki któremu wydano Rocket 88 Jackiego Brenstona and his Delta Cats uznawany za pierwszy utwór rock’n’rollowy. Dla wytwórni nagrywali m.in. Muddy Waters, Chuck Berry, Buddy Guy, Willie Dixon i The Rolling Stones. Ten ostatni zespół nagrał w Chess Records akustyczną wersję (I Can’t Get No) Satisfaction, a na jednym z albumów umieścił instrumentalny utwór 2120 South Michigan Avenue poświęcony studiu.
W 1969 r. bracia Chess sprzedali Chess Records firmie GRT.
Zmarł 16 października 1969 r. na atak serca.